# Ueslei Raimundo Pereira da Silva
Ueslei Raimundo Pereira da Silva, auch bekannt als Ueslei, (* 19. April 1972 in Salvador) ist ein ehemaliger brasilianischer Fußballspieler. 

## Karriere
Ueslei spielte von 1991 bis 1999 bei den brasilianischen Vereinen EC Bahia, Guarani FC, CR Flamengo, Cruzeiro EC, FC São Paulo, EC Vitória und SC Internacional. 2000 wechselte er nach Asien. Hier unterschrieb er in Japan einen Vertrag bei Nagoya Grampus. Der Verein aus Nagoya, einer Hafenstadt in der japanischen Präfektur Aichi auf Honshū, spielte in der höchsten japanischen Liga, der J. League Division 1. In der Saison 2003 schoss er 22 Tore und wurde Torschützenkönig der Liga. Für Nagoya absolvierte er insgesamt 114 Erstligaspiele und schoss dabei 81 Tore. 2005 kehrte er in seine Heimat zurück. Hier wurde er von seinem ehemaligen Verein EC Bahia aus Salvador unter Vertrag genommen. Von Juli 2005 bis Dezember 2005 wurde er an Atlético Mineiro ausgeliehen. Im Anschluss wechselte er ebenfalls auf Leihbasis nach wieder nach Japan. Hier spielte er bis Ende 2007 für Sanfrecce Hiroshima. Mit dem Klub aus Hiroshima spielte er in der ersten Liga. 2007 stand er mit Hiroshima im Endspiel des Kaiserpokals. Das Finale verlor man mit 2:0 gegen die Kashima Antlers. Am Ende der Saison musste der Verein in die zweite Liga absteigen. Der Ligakonkurrent Ōita Trinita aus Ōita nahm ihn Anfang 2008 unter Vertrag. Im Finale des J. League Cup stand er mit Ōita 2008. Das Endspiel wurde mit 2:0 gegen Shimizu S-Pulse gewonnen. Ende 2009 stieg der Verein in die zweite Liga ab. Nach Vertragsende beendete er Ende 2009 seine aktive Karriere als Fußballspieler.

## Erfolge
Vitória
- Copa do Nordeste: 1997

Sanfrecce Hiroshima
- Kaiserpokal: 2007 (Finalist)

Ōita Trinita
- J. League Cup: 2008

## Auszeichnungen
- Torschützenkönig Copa do Nordeste: 1999
- Torschützenkönig der J. League: 2003

## Familie
Ueslei ist der ältere Bruder von Jorge Pereira da Silva.